# Joris van Spilbergen
Joris van Spilbergen (Amberes, 1568 - Bergen op Zoom, 1620) fue un oficial naval militar y corsario neerlandés del siglo XVII que saqueó las costas de Chile, Brasil y Las Filipinas.

## Biografía

### Primeros viajes

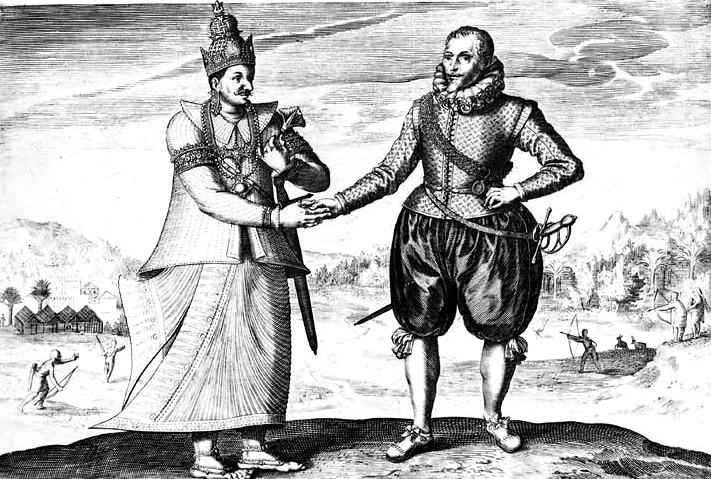
Spilbergen con el Rey Vimala en 1602.

Su primera gran expedición fue en 1596, cuando navegó a África. Luego de esa expedición, cambió su ruta con dirección a Asia el 5 de mayo de 1601, al mando de la flota de la empresa de Moucheron. Sus barcos fueron el Ram, el Schaap y el Lam. Spilbergen se reunió con el rey de Kandy, hoy Sri Lanka, Vimala Dharma Surya I en 1602, y examinó la posibilidad del comercio de la canela.

### Batalla de Gibraltar
En 1607, Spilbergen, a bordo del Æolus, peleó junto a Jacob van Heemskerk en la batalla de Gibraltar, en la que la flota de las Provincias Unidas de los Países Bajos destruyó la flota española amarrada en la bahía de Gibraltar.

### Ataque neerlandés a la América española
En 1614 llegaron a la Nueva España noticias de que se aproximaba el peligro neerlandés. En agosto de ese año la Compañía Neerlandesa de las Indias Orientales había enviado cuatro grandes barcos corsarios (esto es, que tenían «patente de corso» de sus gobiernos) y dos jachts en una «misión comercial» alrededor del mundo. La pacífica misión estaba reforzada por el fuerte armamento a bordo de los barcos, que encabezaban el Groote Sonne y el Groote Mann.
A la cabeza de dicha misión estaba el prestigioso almirante —prototipo del corsario— Joris van Spilbergen. El refinado navegante era un hábil diplomático a quien le gustaba que su barco insignia estuviera elegantemente amueblado y aprovisionado con los mejores vinos. Cuando comía, lo hacía con la orquesta de a bordo y un coro de marinos como fondo musical. Sus hombres usaban magníficos uniformes. Tenía Spilbergen una comisión especial de los Estados Generales de los Países Bajos y del príncipe Mauricio de Orange. Es muy probable que entre las órdenes secretas estuviera la de capturar un galeón.

#### Amebiasis
El verdadero enemigo de los piratas neerlandeses fueron las «aguadas». El agua que recogieron en Chile contenía amebas, lo que causó que muchos de ellos tuvieron severos síntomas intestinales con posterioridad.

#### Pichilingue
Los piratas de distintas nacionalidades, incluidos neerlandeses e ingleses, fueron llamados por los aborígenes «pichilingues», que tiene varias acepciones. La más aceptada es la exigencia de que éstos hablaran en inglés (del inglés: speak in English ‘hable en inglés’) por parte de los piratas. Otras se refieren al idioma náhuatl.

Grabados del paso de la armada de Spilbergen por Chile.
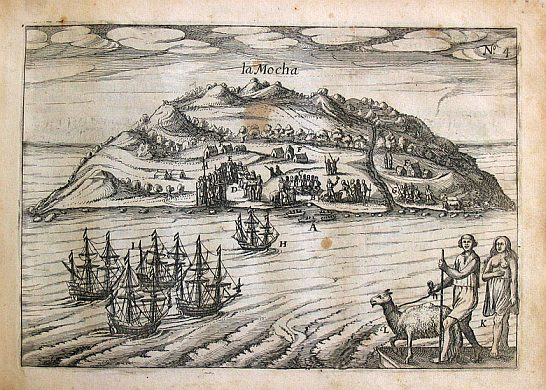
Van Spilbergen en la isla Mocha.
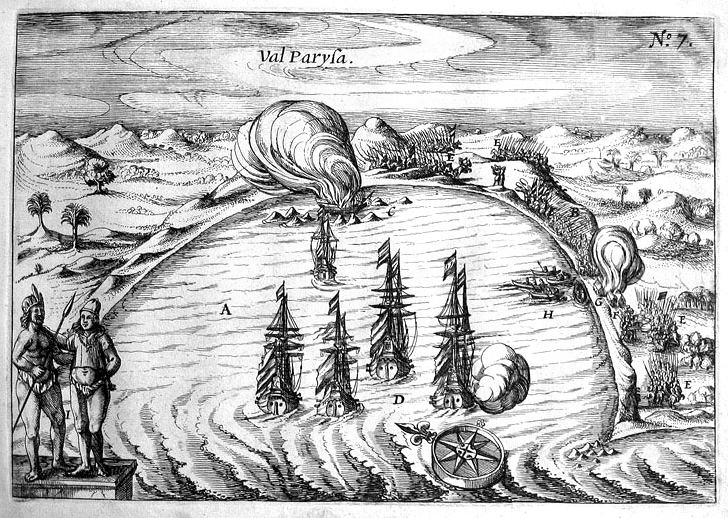
Van Spilbergen durante su bombardeo a Valparaíso en 1614.

#### Ataque de Acapulco
El 11 de octubre de 1615 entró ampulosamente en la bahía de Acapulco con todas sus naves, e hizo un trato. Spilbergen estaba decidido a destruir el pueblo si era preciso, pues necesitaba agua y alimentos. Al fin se declaró una tregua y subieron a bordo Pedro Álvarez y Francisco Méndez, quienes habían servido en Flandes por lo que conocían el idioma neerlandés. Por las ansiadas provisiones, Spilbergen ofreció entregar a los prisioneros que traía desde Chile y el Perú. Se hizo el intercambio y a la semana se dio un espectáculo visto en otras guerras. Los contendientes conversaban animosamente, intercambiando regalos e incluso le hicieron una visita guiada por las fortificaciones a Spilbergen.

#### El galeón de Manila
Pero tanta diplomacia española tenía una razón oculta: el galeón de Manila estaba por llegar, así que el Virrey envió a Sebastián Vizcaíno a proteger los puertos de Navidad y Salagua, enviando otro destacamento a la costa de Sinaloa bajo las órdenes de Villalba, quien tenía instrucciones precisas de evitar desembarcos enemigos.
Spilbergen mientras tanto no perdía el tiempo y se apoderó del barco perlero San Francisco, renombrándolo Perel (del holandés: Perel ‘Perla’). Al desembarcar en Salagua lo esperaba Vizcaíno y tras una escaramuza exitosa para Spilbergen, este se retiró a Barra de Navidad, o posiblemente a Tenancatita, donde pasó con sus hombres cinco días de asueto en la agradable bahía. Tras una corta espera, Spilbergen decidió partir. A los pocos días el Galeón de Manila pasó frente a donde había estado esperando.

Mapas manuscritos del paso de la armada de Spilbergen por México.
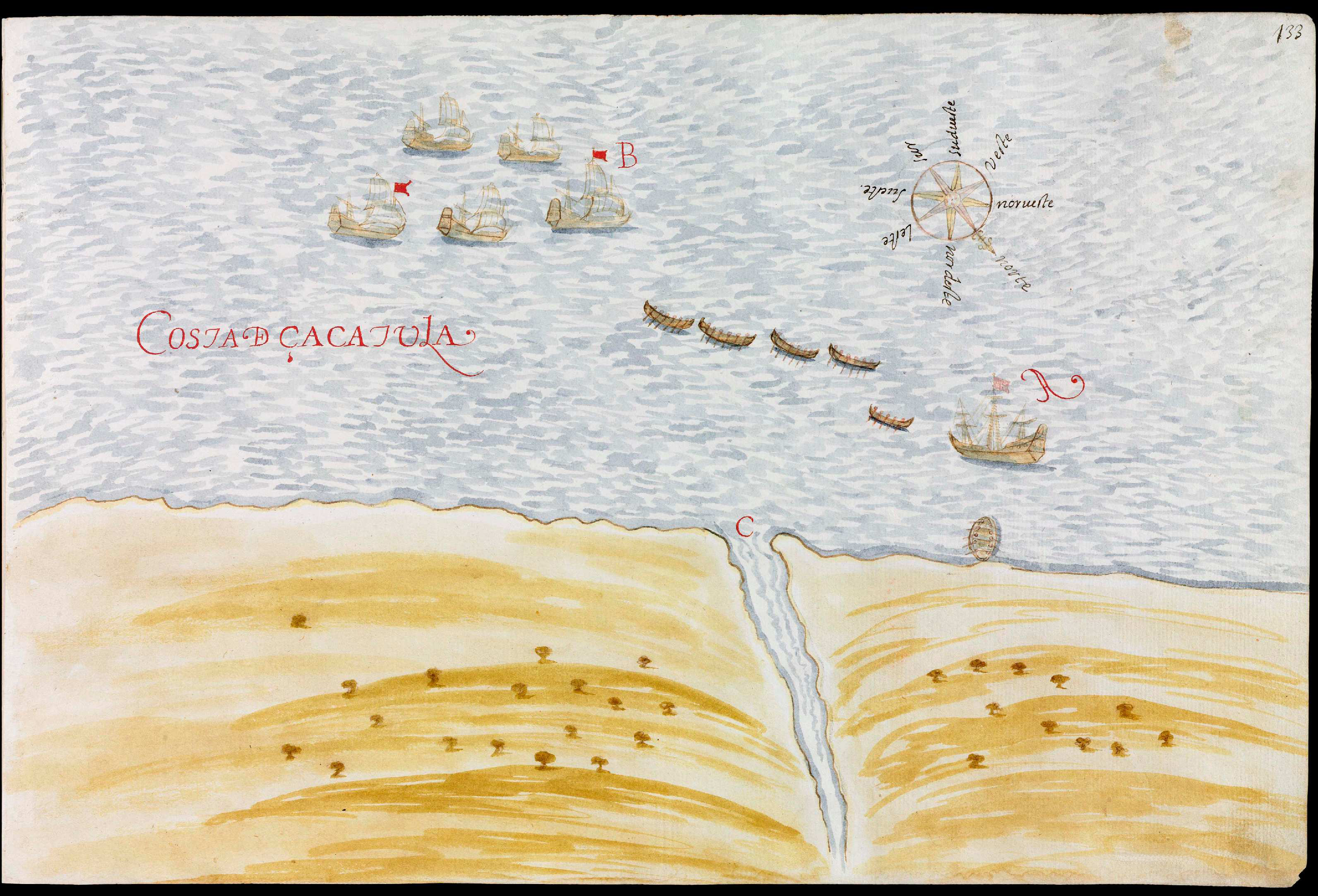
La armada de Spilbergen (B) apresa un navío español solitario (A) capitaneado por Nicolás de Cardona frente a la desembocadura del río Balsas (C).
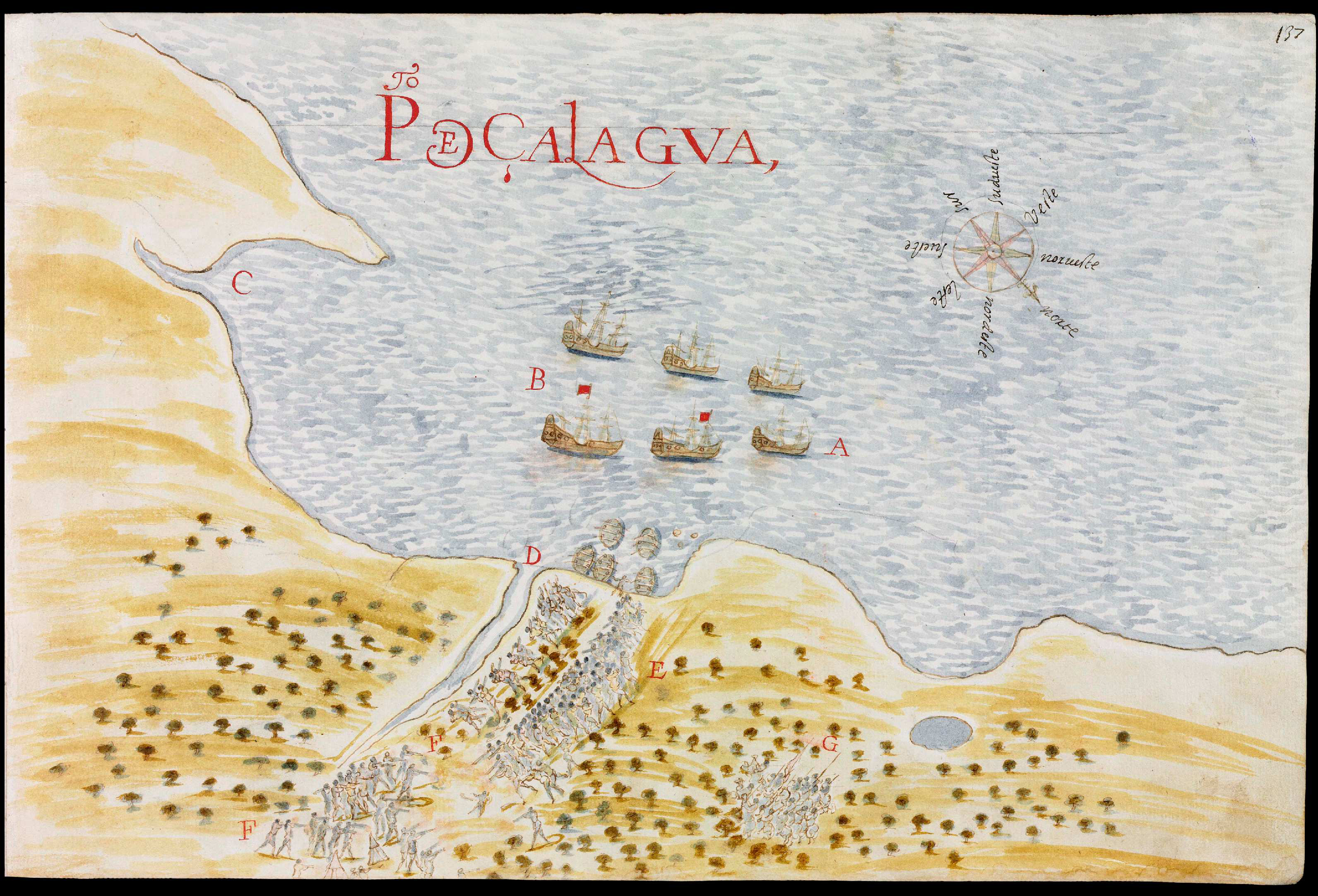
Los españoles repelen un desembarco de los hombres de Spilbergen en Salagua.

### Circunnavegación del mundo
Circunnavegó la tierra, y regresó a los Países Bajos en 1617. Ese mismo año, en abril, dirigió la flota neerlandesa que se enfrentó a las fuerzas españolas del Mariscal de Campo Juan Ronquillo del Castillo, que salió del puerto de Cavite en abril de 1617, en la batalla de Playa Honda, frente a la costa de las Filipinas, una batalla favorable a los españoles. Este Ronquillo, era hijo del antiguo Gobernador Efectivo o Perpetuo, no interino (1580-1583), Gonzalo Ronquillo de Peñalosa.

### Muerte
Murió en la pobreza en Bergen op Zoom en 1620.